# Jaromar II.

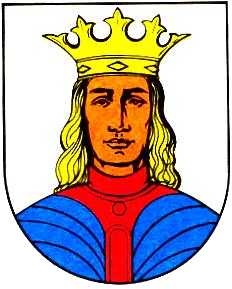
Bildnis des Fürsten Jaromar II. im Wappen der ehemaligen Stadt Damgarten

Jaromar II. (* um 1218; † 20. August 1260) war ein Fürst von Rügen.

## Leben
Am 8. November 1231 wurde Jaromars Name erstmals urkundlich erwähnt. Ab 28. September 1246 wurde er Mitregent seines Vaters, des Fürsten Wizlaw I. In den ersten Jahren seiner Regentschaft bemühte er sich um friedliche Verhältnisse zu Pommern, insbesondere mit den Fürsten von Gützkow, Vasallen der Greifenherzöge Barnim I. und Wartislaw III. Er förderte den Handel, indem er das Strandrecht abschaffte und lübischen Handelsschiffen freies Geleit zusicherte. Nachdem 1249 von der Stadt Lübeck beauftragte Truppen die Stadt Stralsund zerstörten, war ein vierjähriger Kaperkrieg auf lübische Schiffe die Folge. Den Lübeckern wurden alle bisher gewährten Privilegien gestrichen, bis diese sich schließlich zur Zahlung einer Entschädigung  entschlossen.
Jaromar II. erweiterte den Besitz der im Lande gelegenen Zisterzienserklöster Bergen, Neuenkamp und Kloster Hilda. Er schenkte 1252 das Land Reddevitz (auch: Radevice; das Mönchgut) dem Kloster Hilda bei Greifswald. Er förderte die Ansiedlung von Mönchsorden in Stralsund, so der Dominikaner, die das Katharinenkloster gründeten, und der Franziskaner im 1254 gegründeten Johanniskloster. 
1255 verlieh er Barth und 1258 Damgarten das lübische Stadtrecht. 

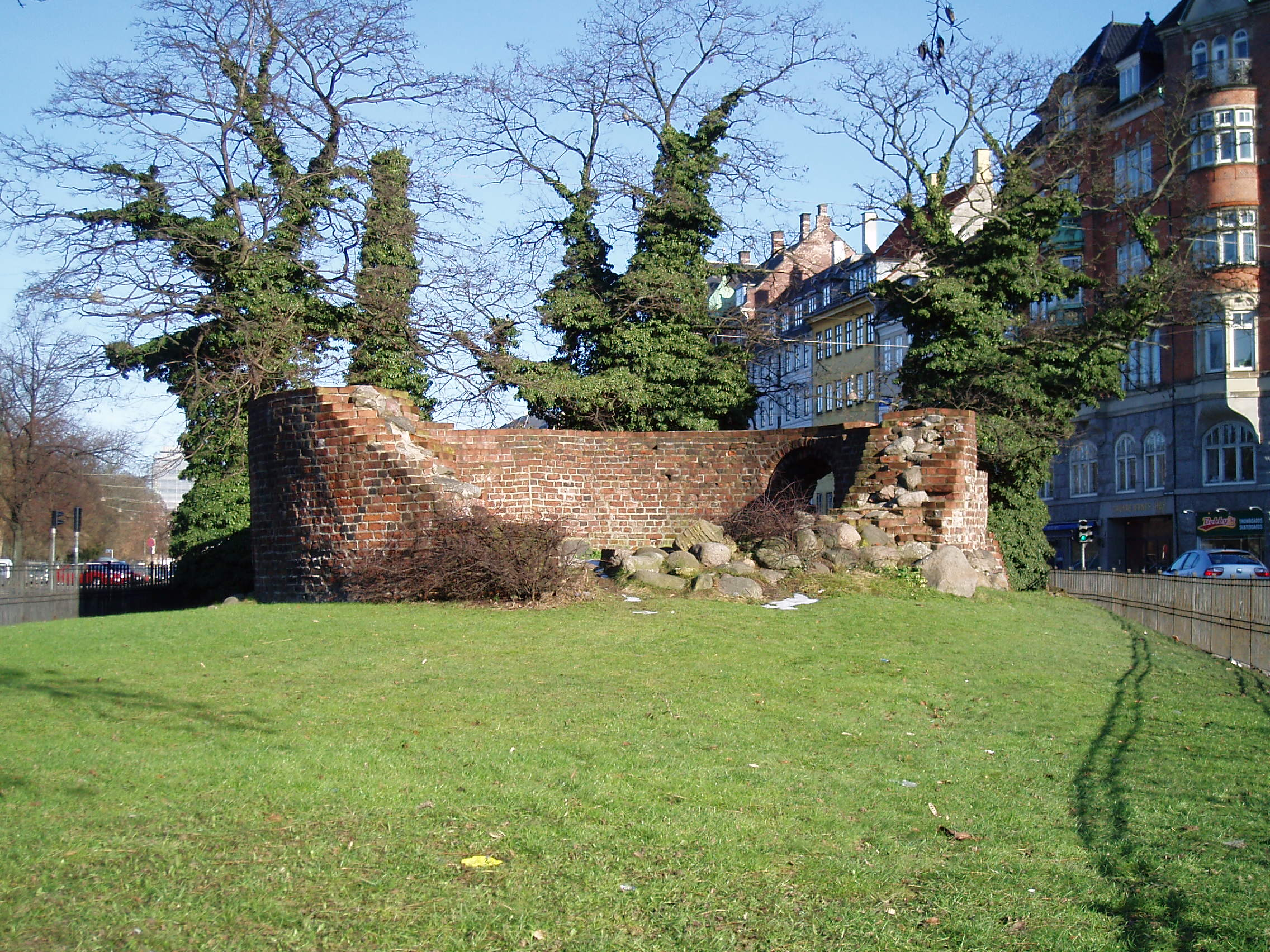
Jarmers Tårn in Kopenhagen

Beim innerdänischen Streit zwischen der dänischen Krone und den Erzbischöfen Jakob Erlandsen von Lund und Peder Bang von Roskilde war Jaromar II. ein leidenschaftlicher Parteigänger der kirchlichen Seite. Er landete mit dem ins rügische Exil nach Schaprode geflohenen Peder Bang im April 1259 auf der dänischen Hauptinsel Seeland. Sein Heer eroberte im Mai Kopenhagen; dabei beging es wohl auch schwere Gewalttaten. Der größte Teil Kopenhagens soll nach Plünderungen abgebrannt sein. Nach dem plötzlichen Tod König Christoffers in Ribe im Mai 1259 mobilisierte die Königswitwe Margarete Sambiria ein seeländisches Bauernheer, das von Jaromars Truppen bei Næstved geschlagen wurde. Nach der Verwüstung Seelands, Schonens und Lollands landete er mit seinen Truppen auf Bornholm und zerstörte dort die königliche Festung Lilleborg. Auf Bornholm oder in Schonen erstach ihn 1260 eine Frau mit einem Dolch, um Rache zu üben. Sein Beisetzungsort ist unbekannt – vielleicht im Kloster Bergen auf Rügen oder Kloster Neuenkamp in Franzburg.
An die damaligen Kämpfe erinnern noch heute der Jarmers Plads (Jaromarsplatz) und der Jarmers Tårn (Jaromarsturm)  in Kopenhagen.

## Nachkommen
Er heiratete vor 1248 Euphemia von Pommerellen, die Tochter von Swantopolk II. Ihre Kinder sind: 
- Margarete von Pommern-Rügen (* um 1247, † 1272), heiratete 1260 Erich I. von Schleswig (Haus Estridsson)
- Wizlaw II. (* 1240, † 1302), regierender Fürst ab 1260
- Jaromar III. (* vor 1249, † vor 1285), Mitregent von Wizlaw II.